# Жіноча збірна Естонії з футболу
Жіноча збірна Естонії з футболу (ест. Eesti naiste jalgpallikoondis) — жіноча національна команда, якою керує Естонська футбольна асоціація. Домашній стадіон А. Ле Кок Арена з Таллінна, головні тренери - Анастасія Морковкіна та Сір'є Роопс.

## Історія
Свій перший міжнродний матч збірна Естонії провела 19 серпня 1994 року проти Литви. Естонія ніколи не виходила до фінальної частини чемпіонату світу або чемпіонату Європи. Натомість 11 разів вигравали жіночий Балтійський кубок.

## Результати

### Останні матчі
Результати за останні 12 місяців і майбутні матчі.

#### 2022
| кваліфікація чемпіонату світу 2023 08.04.2022 | Естонія     | 1:3  | Греція                     | Таллінн, Естонія                                            |  |
| 19:00 EET (UTC+3)                             | Хіманен 63' | Звіт | Коггулі 14', 21' Саррі 76' | Стадіон: А. Ле Кок Арена Глядачі: 435 Суддя: Лусіє Шульцова |  |

| кваліфікація чемпіонату світу 2023 12.04.2022 | Греція                          | 3:0  | Естонія                    | Патри, Греція                                                  |  |
| 20:00 EET (UTC+3)                             | Саррі 19' Конгулі 48' Пуліу 74' | Звіт | Коггулі 14', 21' Саррі 76' | Стадіон: Пампелопоннісіако Глядачі: 435 Суддя: Сімона Чізлетта |  |

| кваліфікація чемпіонату світу 2023 28.06.2022 | Естонія                                | 4:2  | Казахстан                      | Пярну, Естонія                                                      |  |
| 19:00 EET (UTC+3)                             | Саар 61', 88' Хіманен 71' Таммік 90+5' | Звіт | Турлибекова 37' Бортнікова 52' | Стадіон: Пярну Раннастаадіон Глядачі: 267 Суддя: Сільвія Гасперотті |  |

| кваліфікація чемпіонату світу 2023 02.09.2022 | Естонія | 0:9  | Франція                                                                               | Таллінн, Естонія                                              |  |
| 18:00 EET (UTC+3)                             |         | Звіт | Каскаріно 6' Далі 17' (пен.) Сарр 24', 29', 45', 47' Матео 59' (пен.), 67' Гейоро 83' | Стадіон: А. Ле Кок Арена Глядачі: 862 Суддя: Сільвія Домінгуш |  |

| 1/2 фіналу Балтійського кубку 2022 06.10.2022 | Естонія                                     | 4:1  | Литва          | Тарту, Естонія                                   |  |
| 19:00 EET (UTC+3)                             | Таммік 12' Баннікова 28' Кубассова 72', 75' | Звіт | Партікайте 86' | Стадіон: Тамме Глядачі: 222 Суддя: Влада Рудзина |  |

| фінал Балтійського кубку 2022 09.10.2022 | Фарерські острови    | 1:3  | Естонія                               | Тарту, Естонія                                         |  |
| 19:00 EET (UTC+3)                        | Кісс-Злідіс 52' (аг) | Звіт | Таммік 19' Кубассова 61' Мерісалу 77' | Стадіон: Тамме Глядачі: 164 Суддя: Сара Фатеме Зангене |  |

| товариський матч 10.11.2022 | Чорногорія  | 1:1  | Естонія      | Бар, Чорногорія                                    |  |
| 13:00 EET (UTC+3)           | Попович 53' | Звіт | Ліллемяе 16' | Стадіон: Тополиця Глядачі: 200 Суддя: Мерима Челик |  |

| товариський матч 14.11.2022 | Чорногорія | 1:2  | Естонія                      | Бар, Чорногорія                                    |  |
| 13:00 EET (UTC+3)           | Дешич 10'  | Звіт | Баннікова 16' Мараш 70' (аг) | Стадіон: Тополиця Глядачі: 100 Суддя: Мерима Челик |  |

#### 2023
| Турецький жіночий кубок 2023 15.02.2023 | Естонія       | 1:2  | Косово              | Аланія, Туреччина                               |  |
| 18:30 EET (UTC+3)                       | Кубассова 12' | Звіт | Еюпі 16' Меметі 69' | Стадіон: СК «Голдсіті» Суддя: Фаріда Луфталієва |  |

| Турецький жіночий кубок 2023 21.02.2023 | Естонія    | 1:1  | Північна Македонія | Аланія, Туреччина                               |  |
| 15:00 EET (UTC+3)                       | Таммік 12' | Звіт | Андонова 66'       | Стадіон: СК «Голдсіті» Суддя: Фаріда Луфталієва |  |

| товариський матч 07.04.2023 | Естонія | –:–     | Мальта | Таллінн, Естонія         |  |
| EET (UTC+3)                 |         | [ Звіт] |        | Стадіон: Спортленд Арена |  |

| товариський матч 11.04.2023 | Естонія | –:–     | Україна | Таллінн, Естонія         |  |
| EET (UTC+3)                 |         | [ Звіт] |         | Стадіон: Спортленд Арена |  |

#### Тренерський штаб
| Посада                       | Ім'я                 |
| ---------------------------- | -------------------- |
| Головний тренер              | Анастасія Морковкіна |
| Головний тренер              | Сір'є Роопс          |
| Тренер воротарів             | Мартін Каалма        |
| Тренер з фізичної підготовки | Алар Трумм           |
| Лікар                        | Раул Парік           |
| Фізіотерапевт                | Лаура Ерніц          |
| Фізіотерапевт                | Кай-Ріін Томера      |
| Менеджер                     | Райлі Еллермаа       |

## Гравці

### Поточний склад
У таблиці наведений склад збірної станом на лютий 2023 року для участі Жіночому кубку Туреччини 2023.
Матчі та голи в таблиці вказано станом на 23 лютого 2023 року, по завершенні поєдинку проти Північної Македонії
| №  | Поз. | Гравець             | Дата народження (вік)        | Ігри | Голи | Клуб              |
| -- | ---- | ------------------- | ---------------------------- | ---- | ---- | ----------------- |
| 1  | ВР   | Кейті Крусманн      | 10 червня 2003 (21 рік)      | 2    | 0    | «Саку Спортінг»   |
| 13 |      | Ліза Лімец          | 4 квітня 2006 (18 років)     | 0    | 0    | «Вімсі»           |
|    |      |                     |                              |      |      |                   |
| 2  | ЗХ   | Мар'я Саулеп        | 9 травня 1991 (33 роки)      | 14   | 1    | «Флора»           |
| 3  | ЗХ   | Сірет Рамет         | 31 грудня 1999 (25 років)    | 29   | 0    | «Флора»           |
| 5  | ЗХ   | Рахель Репкін       | 17 червня 1998 (26 років)    | 2    | 0    | «Таммека» (Тарту) |
| 9  | ЗХ   | Ева-Марія Ніт       | 5 лютого 2002 (23 роки)      | 7    | 0    | «Таммека» (Тарту) |
| 10 | ЗХ   | Берле Брант         | 26 вересня 1989 (35 років)   | 26   | 1    | «Саку Спортінг»   |
| 15 | ЗХ   | Данієла Мона Ламбін | 14 лютого 1991 (34 роки)     | 35   | 1    | «Флора»           |
| 16 | ЗХ   | Келлі Росен         | 23 листопада 1995 (29 років) | 66   | 1    | «Флора»           |
| 24 | ЗХ   | Крістіна Туллус     | 12 вересня 1998 (26 років)   | 12   | 0    | «Флора»           |
|    |      |                     |                              |      |      |                   |
| 4  | ПЗ   | Грете Даут          | 4 січня 2000 (25 років)      | 20   | 0    | «Саку Спортінг»   |
| 8  | ПЗ   | Кайрі Хіманен       | 11 листопада 1992 (32 роки)  | 62   | 4    | «Саку Спортінг»   |
| 11 | ПЗ   | Яніка Волков        | 20 лютого 2005 (20 років)    | 8    | 0    | «Флора»           |
| 14 | ПЗ   | Лізетт Таммік       | 14 жовтня 1998 (26 років)    | 55   | 7    | «Флора»           |
| 21 | ПЗ   | Ренате-Лі Мегевець  | 2 березня 1999 (26 років)    | 15   | 0    | «Таммека» (Тарту) |
|    |      |                     |                              |      |      |                   |
| 6  | НП   | Катрін Саулус       | 5 липня 2003 (21 рік)        | 2    | 0    | «Саку Спортінг»   |
| 7  | НП   | Ліза Мерісалу       | 15 січня 2002 (23 роки)      | 24   | 2    | «Таммека» (Тарту) |
| 17 | НП   | Марі Ліс Ліллемяе   | 1 вересня 2000 (24 роки)     | 38   | 2    | «Флора»           |
| 12 | НП   | Катрін Кірпу        | 9 жовтня 2004 (20 років)     | 1    | 0    | ГІК               |
| 19 | НП   | Влада Кубассова     | 23 серпня 1995 (29 років)    | 60   | 10   | «Комо»            |
| 20 | НП   | Геттер Саар         | 9 листопада 1999 (25 років)  | 13   | 3    | «Флора»           |
| 22 | НП   | Крістіна Баннікова  | 15 червня 1991 (33 роки)     | 93   | 8    | «Вапрус» (Пярну)  |
| 23 | НП   | Емма Трейберг       | 19 листопада 2000 (24 роки)  | 27   | 0    | «Саку Спортінг»   |

### Нещодавні виклики
Наступні гравчині викликалися до команди протягом останніх дванадцяти місяців.
| INJ Відкликана через травму PRE Попередній склад / очікує RET Завершила кар'єру в національній збірній SUS Травма під час тренування WD Відкликана через причини, не пов'язані з травмою \| Поз. \| Гравець \| Дата народження (вік) \| Ігри \| Голи \| Клуб \| Останній виклик \| \| ---- \| ---------------------- \| -------------------------- \| ---- \| ---- \| ----------------- \| ----------------------------------- \| \| ВР \| Каріна Корк \| 23 лютого 1995 (30 років) \| 30 \| 0 \| «Табасалу» \| v. Чорногорія, 14 листопада 2022 \| \| ВР \| Вікторія Віхман \| 5 серпня 2004 (20 років) \| 0 \| 0 \| «Флора» \| v. Казахстан, 6 вересня 2022 \| \| ВР \| Каріна Пійрімаа \| 30 серпня 2000 (24 роки) \| 0 \| 0 \| «Лотус» (Пилва) \| v. Греція, 12 квітня 2022 \| \| \| \| \| \| \| \| \| \| ЗХ \| Сігні Аагна \| 4 жовтня 1990 (34 роки) \| 106 \| 26 \| «Аланд Юнайтед» \| v. Чорногорія, 14 листопада 2022 \| \| ЗХ \| Інна Злідніс (капітан) \| 18 квітня 1990 (34 роки) \| 97 \| 0 \| «Ференцварош» \| v. Чорногорія, 14 листопада 2022 \| \| ЗХ \| Джессіка Улексін \| 19 січня 1997 (28 років) \| 3 \| 0 \| «Флора» \| v. Фарерські острови, 9 жовтня 2022 \| \| ЗХ \| Сандра Лір \| 26 липня 2003 (21 рік) \| 6 \| 0 \| «Тулевік Юнайтед» \| v. Казахстан, 6 вересня 2022 \| \| ЗХ \| Пілле Раадік \| 12 лютого 1987 (38 років) \| 88 \| 0 \| «Аланд Юнайтед» \| v. Греція, 12 квітня 2022 \| \| ЗХ \| Марія Орав \| 7 квітня 1996 (28 років) \| 13 \| 0 \| «Калев» (Таллінн) \| v. Греція, 12 квітня 2022 \| \| ЗХ \| Єва-Марія Крііса \| 23 лютого 2000 (25 років) \| 2 \| 0 \| «Саку Спортінг» \| v. Греція, 12 квітня 2022 \| \| ЗХ \| Крете Оун \| 25 травня 2001 (23 роки) \| 0 \| 0 \| «Таммека» (Тарту) \| v. Греція, 12 квітня 2022 \| \| \| \| \| \| \| \| \| \| ПЗ \| Кеті Оунпуу \| 4 грудня 1987 (37 років) \| 116 \| 3 \| «Флора» \| v. Фарерські острови, 9 жовтня 2022 \| \| ПЗ \| Анетт Кадасту \| 25 вересня 1997 (27 років) \| 1 \| 0 \| «Калев» (Таллінн) \| v. Греція, 12 квітня 2022 \| \| \| \| \| \| \| \| \| \| НП \| Сандра Пярн \| 24 квітня 2003 (21 рік) \| 1 \| 0 \| «Табасалу» \| v. Фарерські острови, 9 жовтня 2022 \| \| НП \| Герлі Ісраель \| 7 лютого 1995 (30 років) \| 10 \| 0 \| «Вапрус» (Пярну) \| v. Казахстан, 28 червня 2022 \| \| НП \| Меріллі Тоом \| 20 серпня 1994 (30 років) \| 38 \| 1 \| «Саку Спортінг» \| v. Греція, 12 квітня 2022 \| \| \| \| \| \| \| \| \| |                        |                            |      |      |                   |                                     |
| Поз. | Гравець                | Дата народження (вік)      | Ігри | Голи | Клуб              | Останній виклик                     |
| ВР | Каріна Корк            | 23 лютого 1995 (30 років)  | 30   | 0    | «Табасалу»        | v. Чорногорія, 14 листопада 2022    |
| ВР | Вікторія Віхман        | 5 серпня 2004 (20 років)   | 0    | 0    | «Флора»           | v. Казахстан, 6 вересня 2022        |
| ВР | Каріна Пійрімаа        | 30 серпня 2000 (24 роки)   | 0    | 0    | «Лотус» (Пилва)   | v. Греція, 12 квітня 2022           |
| |                        |                            |      |      |                   |                                     |
| ЗХ | Сігні Аагна            | 4 жовтня 1990 (34 роки)    | 106  | 26   | «Аланд Юнайтед»   | v. Чорногорія, 14 листопада 2022    |
| ЗХ | Інна Злідніс (капітан) | 18 квітня 1990 (34 роки)   | 97   | 0    | «Ференцварош»     | v. Чорногорія, 14 листопада 2022    |
| ЗХ | Джессіка Улексін       | 19 січня 1997 (28 років)   | 3    | 0    | «Флора»           | v. Фарерські острови, 9 жовтня 2022 |
| ЗХ | Сандра Лір             | 26 липня 2003 (21 рік)     | 6    | 0    | «Тулевік Юнайтед» | v. Казахстан, 6 вересня 2022        |
| ЗХ | Пілле Раадік           | 12 лютого 1987 (38 років)  | 88   | 0    | «Аланд Юнайтед»   | v. Греція, 12 квітня 2022           |
| ЗХ | Марія Орав             | 7 квітня 1996 (28 років)   | 13   | 0    | «Калев» (Таллінн) | v. Греція, 12 квітня 2022           |
| ЗХ | Єва-Марія Крііса       | 23 лютого 2000 (25 років)  | 2    | 0    | «Саку Спортінг»   | v. Греція, 12 квітня 2022           |
| ЗХ | Крете Оун              | 25 травня 2001 (23 роки)   | 0    | 0    | «Таммека» (Тарту) | v. Греція, 12 квітня 2022           |
| |                        |                            |      |      |                   |                                     |
| ПЗ | Кеті Оунпуу            | 4 грудня 1987 (37 років)   | 116  | 3    | «Флора»           | v. Фарерські острови, 9 жовтня 2022 |
| ПЗ | Анетт Кадасту          | 25 вересня 1997 (27 років) | 1    | 0    | «Калев» (Таллінн) | v. Греція, 12 квітня 2022           |
| |                        |                            |      |      |                   |                                     |
| НП | Сандра Пярн            | 24 квітня 2003 (21 рік)    | 1    | 0    | «Табасалу»        | v. Фарерські острови, 9 жовтня 2022 |
| НП | Герлі Ісраель          | 7 лютого 1995 (30 років)   | 10   | 0    | «Вапрус» (Пярну)  | v. Казахстан, 28 червня 2022        |
| НП | Меріллі Тоом           | 20 серпня 1994 (30 років)  | 38   | 1    | «Саку Спортінг»   | v. Греція, 12 квітня 2022           |
| |                        |                            |      |      |                   |                                     |

## Досягнення

### Найбільше зіграних матчів
Станом на 21 лютого 2023
Гравці, виділені жирним шрифтом, продовжують виступати за національну збірну Естонії.
| Місце | Гравець              | Кар'єра       | Матчі | Голи |
| ----- | -------------------- | ------------- | ----- | ---- |
| 1     | Кеті Оунпуу          | 2005–теп. час | 116   | 3    |
| 2     | Катрін Лоо           | 2007–2020     | 114   | 20   |
| 3     | Кайре Палмару        | 2001–2019     | 107   | 10   |
| 4     | Сігні Аагна          | 2007–теп. час | 106   | 26   |
| 5     | Інна Злідніс         | 2007–теп. час | 97    | 0    |
| 6     | Крістіна Баннікова   | 2013–теп. час | 93    | 8    |
| 7     | Пілле Раадік         | 2007–теп. час | 88    | 0    |
| 8     | Анастасія Морковкіна | 1997–2015     | 75    | 40   |
| 9     | Кайді Єкімова        | 2000–2014     | 68    | 9    |
| 10    | Ганналіс Яадла       | 2005–2015     | 66    | 2    |
| 10    | Гелері Саар          | 1996–2021     | 66    | 0    |
| 10    | Келлі Розен          | 2014–         | 66    | 1    |

### Найкращі бомбардири

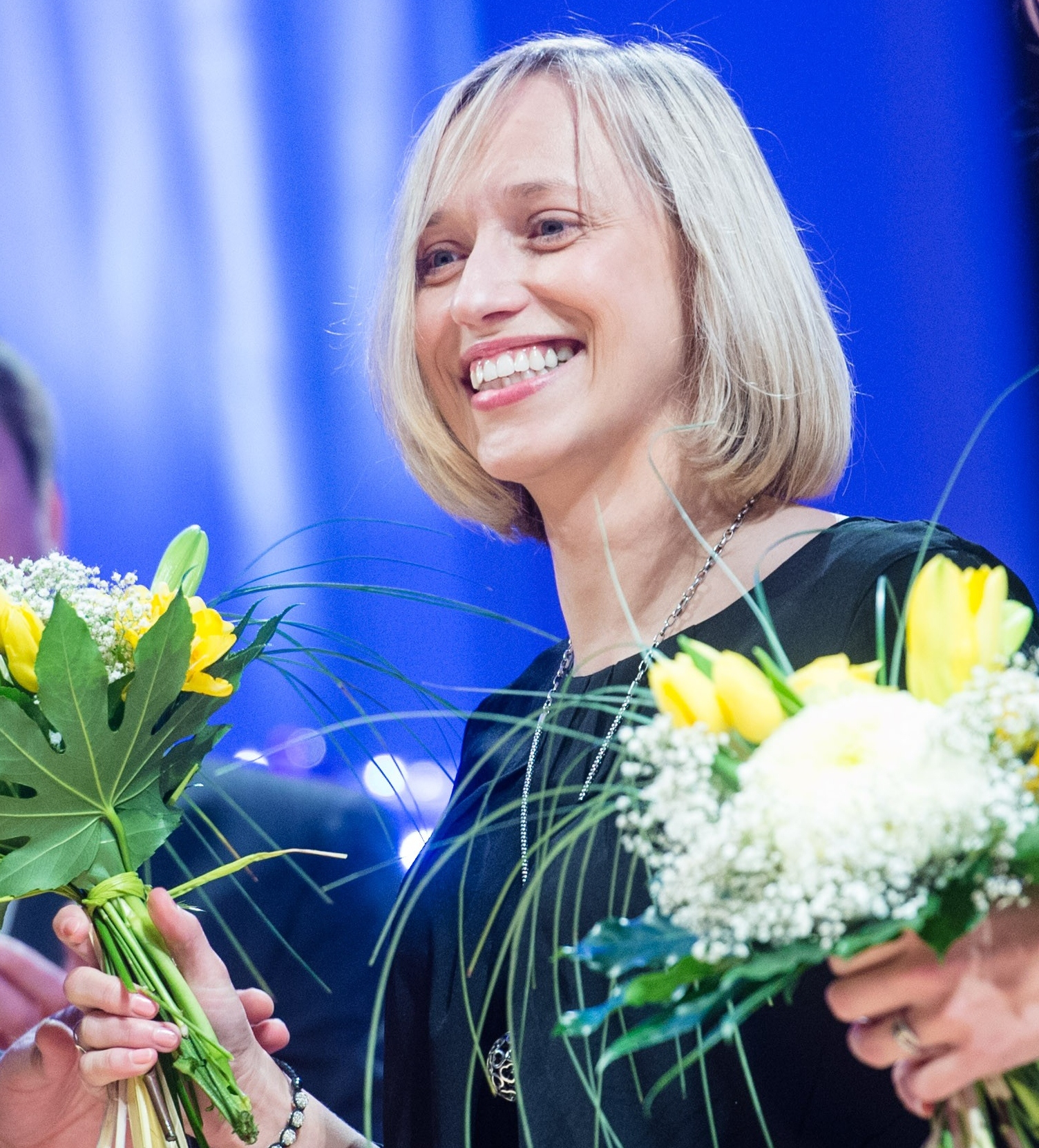
Анастасія Морковкіна — найкращий бомбардир збірної Естонії (40 голів).

| Місце | Гравець              | Кар'єра       | Голи | Матчів | Середня результативність |
| ----- | -------------------- | ------------- | ---- | ------ | ------------------------ |
| 1     | Анастасія Морковкіна | 1997–2015     | 40   | 75     | 0.53                     |
| 2     | Сігні Аагна          | 2007–теп. час | 26   | 106    | 0.25                     |
| 3     | Катрін Лоо           | 2007–2020     | 20   | 114    | 0.18                     |
| 4     | Аве Пайо             | 2000–2010     | 19   | 40     | 0.48                     |
| 5     | Кайре Палмару        | 2001–2019     | 10   | 107    | 0.09                     |
| 5     | Влада Кубассова      | 2013–теп. час | 10   | 60     | 0.17                     |
| 7     | Реліка Вахер         | 1994–2006     | 9    | 48     | 0.19                     |
| 7     | Кайді Єкімова        | 2000–2014     | 9    | 68     | 0.13                     |
| 9     | Крістіна Баннікова   | 2013–теп. час | 8    | 93     | 0.09                     |
| 10    | Лізетт Таммік        | 2015–теп. час | 7    | 55     | 0.13                     |

## Виступи на турнірах

### Чемпіонати світу
| Досягнення на чемпіонаті світу | Досягнення на чемпіонаті світу | Досягнення на чемпіонаті світу | Досягнення на чемпіонаті світу | Досягнення на чемпіонаті світу | Досягнення на чемпіонаті світу | Досягнення на чемпіонаті світу | Досягнення на чемпіонаті світу | Досягнення на чемпіонаті світу |                  | Виступи в кваліфікації | Виступи в кваліфікації | Виступи в кваліфікації | Виступи в кваліфікації | Виступи в кваліфікації | Виступи в кваліфікації |
| Рік                            | Раунд                          | Місце                          | Іг                             | В                              | Н                              | П                              | ЗМ                             | ПМ                             | Іг               | В                      | Н                      | П                      | ЗМ                     | ПМ                     |                        |
| ------------------------------ | ------------------------------ | ------------------------------ | ------------------------------ | ------------------------------ | ------------------------------ | ------------------------------ | ------------------------------ | ------------------------------ | ---------------- | ---------------------- | ---------------------- | ---------------------- | ---------------------- | ---------------------- | ---------------------- |
| 1991                           | не брала участі                | не брала участі                | не брала участі                | не брала участі                | не брала участі                | не брала участі                | не брала участі                | не брала участі                | не барала участь | не барала участь       | не барала участь       | не барала участь       | не барала участь       | не барала участь       |                        |
| 1995                           | не брала участі                | не брала участі                | не брала участі                | не брала участі                | не брала участі                | не брала участі                | не брала участі                | не брала участі                | не барала участь | не барала участь       | не барала участь       | не барала участь       | не барала участь       | не барала участь       |                        |
| 1999                           | не кваліфікувався              | не кваліфікувався              | не кваліфікувався              | не кваліфікувався              | не кваліфікувався              | не кваліфікувався              | не кваліфікувався              | не кваліфікувався              | 6                | 1                      | 0                      | 5                      | 6                      | 31                     |                        |
| 2003                           | не кваліфікувався              | не кваліфікувався              | не кваліфікувався              | не кваліфікувався              | не кваліфікувався              | не кваліфікувався              | не кваліфікувався              | не кваліфікувався              | 8                | 0                      | 0                      | 8                      | 4                      | 36                     |                        |
| 2007                           | не кваліфікувався              | не кваліфікувався              | не кваліфікувався              | не кваліфікувався              | не кваліфікувався              | не кваліфікувався              | не кваліфікувався              | не кваліфікувався              | 6                | 1                      | 1                      | 4                      | 6                      | 18                     |                        |
| 2011                           | не кваліфікувався              | не кваліфікувався              | не кваліфікувався              | не кваліфікувався              | не кваліфікувався              | не кваліфікувався              | не кваліфікувався              | не кваліфікувався              | 10               | 3                      | 1                      | 6                      | 7                      | 44                     |                        |
| 2015                           | не кваліфікувався              | не кваліфікувався              | не кваліфікувався              | не кваліфікувався              | не кваліфікувався              | не кваліфікувався              | не кваліфікувався              | не кваліфікувався              | 10               | 2                      | 1                      | 7                      | 8                      | 33                     |                        |
| 2019                           | не кваліфікувався              | не кваліфікувався              | не кваліфікувався              | не кваліфікувався              | не кваліфікувався              | не кваліфікувався              | не кваліфікувався              | не кваліфікувався              | 3                | 0                      | 0                      | 3                      | 1                      | 7                      |                        |
| 2023                           | не кваліфікувався              | не кваліфікувався              | не кваліфікувався              | не кваліфікувався              | не кваліфікувався              | не кваліфікувався              | не кваліфікувався              | не кваліфікувався              | 10               | 2                      | 0                      | 8                      | 7                      | 43                     |                        |
| Загалом                        |                                | 0/9                            | 0                              | 0                              | 0                              | 0                              | 0                              | 0                              | 53               | 9                      | 3                      | 41                     | 39                     | 212                    |                        |

До колонки «Нічиї» потрапили матчі на вибування, переможці яких визначаються в серії післяматчевих пенальті.

### Чемпіонати Європи
| Виступи на чемпіонатах Європи | Виступи на чемпіонатах Європи | Виступи на чемпіонатах Європи | Виступи на чемпіонатах Європи | Виступи на чемпіонатах Європи | Виступи на чемпіонатах Європи | Виступи на чемпіонатах Європи | Виступи на чемпіонатах Європи | Виступи на чемпіонатах Європи |                 | Виступи в кваліфікації | Виступи в кваліфікації | Виступи в кваліфікації | Виступи в кваліфікації | Виступи в кваліфікації | Виступи в кваліфікації |
| Рік                           | Раунд                         | Місце                         | Іг                            | В                             | Н                             | П                             | ЗМ                            | ПМ                            | Іг              | В                      | Н                      | П                      | ЗМ                     | ПМ                     |                        |
| ----------------------------- | ----------------------------- | ----------------------------- | ----------------------------- | ----------------------------- | ----------------------------- | ----------------------------- | ----------------------------- | ----------------------------- | --------------- | ---------------------- | ---------------------- | ---------------------- | ---------------------- | ---------------------- | ---------------------- |
| 1984                          | не брала участі               | не брала участі               | не брала участі               | не брала участі               | не брала участі               | не брала участі               | не брала участі               | не брала участі               | не брала участі | не брала участі        | не брала участі        | не брала участі        | не брала участі        | не брала участі        |                        |
| 1987                          | не брала участі               | не брала участі               | не брала участі               | не брала участі               | не брала участі               | не брала участі               | не брала участі               | не брала участі               | не брала участі | не брала участі        | не брала участі        | не брала участі        | не брала участі        | не брала участі        |                        |
| 1989                          | не брала участі               | не брала участі               | не брала участі               | не брала участі               | не брала участі               | не брала участі               | не брала участі               | не брала участі               | не брала участі | не брала участі        | не брала участі        | не брала участі        | не брала участі        | не брала участі        |                        |
| 1991                          | не брала участі               | не брала участі               | не брала участі               | не брала участі               | не брала участі               | не брала участі               | не брала участі               | не брала участі               | не брала участі | не брала участі        | не брала участі        | не брала участі        | не брала участі        | не брала участі        |                        |
| 1993                          | не брала участі               | не брала участі               | не брала участі               | не брала участі               | не брала участі               | не брала участі               | не брала участі               | не брала участі               | не брала участі | не брала участі        | не брала участі        | не брала участі        | не брала участі        | не брала участі        |                        |
| 1995                          | не брала участі               | не брала участі               | не брала участі               | не брала участі               | не брала участі               | не брала участі               | не брала участі               | не брала участі               | не брала участі | не брала участі        | не брала участі        | не брала участі        | не брала участі        | не брала участі        |                        |
| 1997                          | не кваліфікувалася            | не кваліфікувалася            | не кваліфікувалася            | не кваліфікувалася            | не кваліфікувалася            | не кваліфікувалася            | не кваліфікувалася            | не кваліфікувалася            | 6               | 0                      | 0                      | 6                      | 0                      | 43                     |                        |
| 2001                          | не кваліфікувалася            | не кваліфікувалася            | не кваліфікувалася            | не кваліфікувалася            | не кваліфікувалася            | не кваліфікувалася            | не кваліфікувалася            | не кваліфікувалася            | 8               | 0                      | 0                      | 8                      | 6                      | 38                     |                        |
| 2005                          | не кваліфікувалася            | не кваліфікувалася            | не кваліфікувалася            | не кваліфікувалася            | не кваліфікувалася            | не кваліфікувалася            | не кваліфікувалася            | не кваліфікувалася            | 6               | 1                      | 1                      | 4                      | 6                      | 26                     |                        |
| 2009                          | не кваліфікувалася            | не кваліфікувалася            | не кваліфікувалася            | не кваліфікувалася            | не кваліфікувалася            | не кваліфікувалася            | не кваліфікувалася            | не кваліфікувалася            | 3               | 0                      | 0                      | 3                      | 2                      | 13                     |                        |
| 2013                          | не кваліфікувалася            | не кваліфікувалася            | не кваліфікувалася            | не кваліфікувалася            | не кваліфікувалася            | не кваліфікувалася            | не кваліфікувалася            | не кваліфікувалася            | 8               | 0                      | 0                      | 8                      | 5                      | 31                     |                        |
| 2017                          | не кваліфікувалася            | не кваліфікувалася            | не кваліфікувалася            | не кваліфікувалася            | не кваліфікувалася            | не кваліфікувалася            | не кваліфікувалася            | не кваліфікувалася            | 8               | 0                      | 0                      | 8                      | 0                      | 33                     |                        |
| 2022                          | не кваліфікувалася            | не кваліфікувалася            | не кваліфікувалася            | не кваліфікувалася            | не кваліфікувалася            | не кваліфікувалася            | не кваліфікувалася            | не кваліфікувалася            | 10              | 0                      | 1                      | 9                      | 1                      | 40                     |                        |
| Загалом                       |                               | 0/13                          | 0                             | 0                             | 0                             | 0                             | 0                             | 0                             | 49              | 1                      | 2                      | 46                     | 20                     | 224                    |                        |

До колонки «Нічиї» потрапили матчі на вибування, переможці яких визначаються в серії післяматчевих пенальті.

## Досягнення
- Жіночий Балтійський кубок
  -  Чемпіон (11): 2003, 2004, 2005, 2006, 2008, 2009, 2010, 2012, 2013, 2014, 2022